# Ромео і Джульєтта (Чайковський)
Увертюра-фантазія «Ромео та Джульєтта» — симфонічний твір російського композитора Петра Чайковського, написаний ним під враженням від однойменної п'єси Вільяма Шекспіра. Остаточну версію твору композитор завершив 1880 року (був написаний 1869 року, 2-га редакція — 1875). Уперше 3-тя редакція прозвучала 1886 року у Тифлісі під керуванням Михайла Іпполітова-Іванова.

## Склад оркестру

### Дерев'яні духові
- Флейта-пікколо
- 2 флейти
- 2 гобої
- Англійський ріжок
- 2 кларнети (in A)
- 2 фаготи

### Мідні духові
- 4 валторни (in F)
- 2 труби (in E)
- 3 тромбони
- Туба

### Ударні
- Литаври
- Тарілки
- Великий барабан

### Струнні щипкові
- Арфа

### Струнні смичкові
- І та II скрипки
- Альти
- Віолончелі
- Контрабаси